# David Lindley
David Lindley, född 21 mars 1944 i San Marino, Los Angeles County, Kalifornien, död 3 mars 2023 i Claremont, Los Angeles County, var en amerikansk gitarrist och multiinstrumentalist (han spelade ett otal stränginstrument såsom banjo, dobro, violin, oud, cister, bouzouki, saz och cümbüş). Mellan 1966 och 1970 var han medlem i det psykedeliska bandet Kaleidoscope. Han har spelat med Jackson Browne, Warren Zevon, Linda Ronstadt, James Taylor, David Crosby, Terry Reid, Graham Nash, Bob Dylan, och Rod Stewart.  Han samarbetade också med gitarristerna Ry Cooder och Henry Kaiser, och ledde sitt eget band, El Rayo X. Han är känd för att ofta ha valt att spela på billiga instrument från bland annat Sears, som är avsedda som nybörjarinstrument. Under senare år turnerade David Lindley med reggaeperkussionisten Wally Ingram.

## Diskografi som soloartist (i urval)
- 1981 : El Rayo-X
- 1982 : Win This Record
- 1983 : El Rayo Live
- 1985 : Mr. Dave
- 1988 : Very Greasy
- 1991 : Soundtrack till The Indian Runner med Jack Nitzsche
- 1991 : A World Out of Time (Shanachie Records) med Henry Kaiser på  Madagascar
- 1994 : The Sweet Sunny North (Shanachie Records) med Henry Kaiser i Norge
- 1994 : Wheels of the Sun av Kazu Matsui (Hermans records) med Hani Naser
- 1994 : Official Bootleg #1: Live In Tokyo Playing Real Good med Hani Naser
- 1995 : Cooder-Lindley Family Live at the Vienna Opera House med Ry Cooder
- 1995 : Song of Sacajawea  (Rabbit Ears)
- 1995 : Official Bootleg #2: Live All Over the Place Playing Even Better
- 2000 : Twango Bango Deluxe (med Wally Ingram)
- 2001 : Twango Bango II (med Wally Ingram)
- 2003 : Twango Bango III (med Wally Ingram)
- 2004 : Live in Europe (med Wally Ingram)